# Libyan Trucks and Bus Co.
La Libian Trucks and Bus Co., ou simplement TBCO ou T&B C., (en arabe شاحنات وشركة الحافلات) est une co-entreprise industrielle créée en 1976 par le constructeur de poids lourds italien Iveco et l'Etat libyen via le  Secrétariat de l'Industrie et des Ressources Minérales. Le siège social de la société est implanté à Tagiura. Une seconde usine de production a été ouverte dans la capitale Tripoli.
La société a débuté comme simple centre d'assistance et d'entretien et s'est vite transformée en une usine d'assemblage puis de production pour répondre à la forte demande du marché local de véhicules de la gamme Iveco.
Après la chute de Mouammar Kadhafi et l'état de guerre civile en Libye, la société a suspendu provisoirement ses activités en fin d'année 2011. Après avoir dû se défendre des accusations de corruption lancées par le gouvernement de transition nouvellement nommé et subir une fermeture administrative, l'activité a repris en mars 2012.

## Production
Les modèles assemblés actuellement sont ceux de la gamme Iveco :
- IVECO Daily,
- IVECO Eurocargo,
- IVECO Stralis,
- Iveco Trakker.

### Anciens modèles

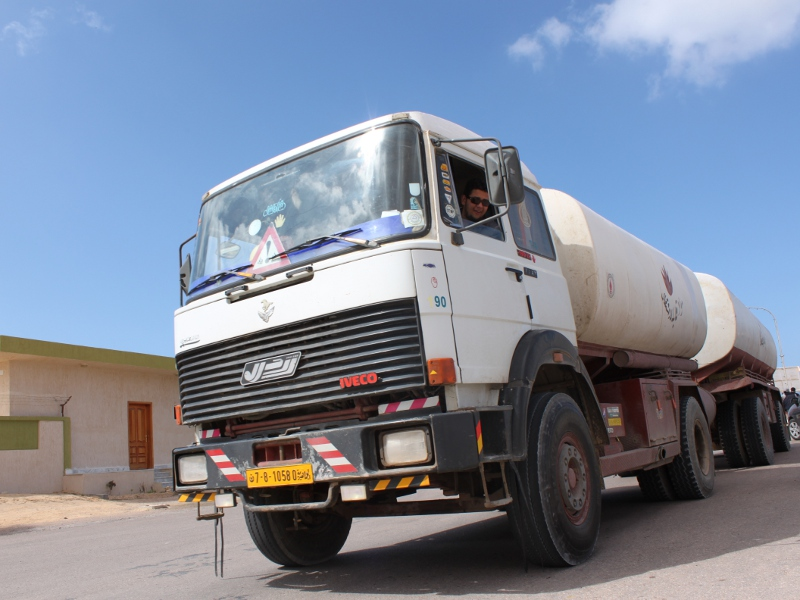
Un ancien Iveco 190 Turbo à Agedabia.

- Iveco 145.17
- Iveco 190 Turbo
- T&BC City Bus 160
- T&BC Inter City Bus 160
- T&BC Midi Bus 59/12
- T&BC Mini Bus 40/12
- T&BC Pick Up 52-12
- T&BC Range Pick Up 35-12